# Mario Capecchi
Mario Renato Capecchi (rođen 6. listopada 1937.) je američki molekularni genetičar (rođen u Italiji) koji je 2007.g. podijelio Nobelovu nagradu za fiziologiju ili medicinu zajedno s Martin Evansom i Oliver Smithiesom za njihova otkrića načela uvođenja specifičnih genetičkih modifikacija kod miševa pomoću embrijskih matičnih stanica. 